# Taeniophyllum leucanthum
Taeniophyllum leucanthum är en orkidéart som beskrevs av Rudolf Schlechter. Taeniophyllum leucanthum ingår i släktet Taeniophyllum och familjen orkidéer. Inga underarter finns listade i Catalogue of Life.